# Andrea Guardini
Andrea Guardini (Tregnago, 12 juni 1989) is een voormalig Italiaans wielrenner.
Guardini was in 2007 Italiaans kampioen sprint en, samen met Stefano Melegaro en Elia Viviani, ploegensprint bij de junioren. Hij werd dat jaar ook Europees kampioen keirin bij de junioren.
Sinds 2011 boekte Guardini in verschillende rondes etappe-overwinningen. Vooral de Ronde van Langkawi ligt hem goed: in 2011 won hij daar vijf etappes, in 2012 zelfs zes.
In de Ronde van Italië 2012 won hij zijn eerste etappe in een grote ronde. Hij verraste door in de achttiende etappe sprintkoning Mark Cavendish te verslaan in de massasprint.

## Palmares

### Overwinningen
2010
3e etappe Baby Giro
2011
1e, 2e, 6e, 7e en 10e etappe Ronde van Langkawi
Puntenklassement Ronde van Langkawi
5e etappe Ronde van Qatar
1e en 7e etappe Ronde van Turkije
3e etappe Ronde van Slovenië
6e etappe Ronde van Portugal
5e etappe Ronde van Padanië
2012
2e, 3e, 4e, 8e, 9e en 10e etappe Ronde van Langkawi
Puntenklassement Ronde van Langkawi
18e etappe Ronde van Italië
9e, 10e, 12e etappe Ronde van het Qinghaimeer
2013
7e etappe Ronde van Langkawi
2014
3e en 10e etappe Ronde van Langkawi
2e en 4e etappe Ronde van Denemarken
1e etappe Eneco Tour
2015
1e etappe Ronde van Oman
Puntenklassement Ronde van Oman
1e, 2e, 4e en 8e etappe Ronde van Langkawi
2e etappe Ronde van Picardië
1e etappe World Ports Classic
1e etappe Ronde van Abu Dhabi
2016
1e, 5e, 7e en 8e etappe Ronde van Langkawi
Puntenklassement Ronde van Langkawi
2018
1e en 8e etappe Ronde van Langkawi
4e etappe Ronde van Hainan
2019
3e etappe Ronde van Istrië
10e etappe Ronde van het Qinghaimeer
2020
1e en 5e etappe Ronde van Roemenië

### Resultaten in voornaamste wedstrijden
| Jaar | Ronde van Italië | Ronde van Frankrijk | Ronde van Spanje |
| ---- | ---------------- | ------------------- | ---------------- |
| 2011 |                  |                     |                  |
| 2012 | uitgesloten (1)  |                     |                  |
| 2013 |                  |                     |                  |
| 2014 |                  |                     | 159e (laatste)   |
| 2015 |                  |                     |                  |
| 2016 |                  |                     |                  |
| 2017 |                  |                     |                  |
| 2018 | opgave           |                     |                  |

| Jaar | Milaan-San Remo | Gent-Wevelgem | Ronde van Vlaanderen | Parijs-Roubaix | Parijs-Tours |  | Wereldranglijsten |
| ---- | --------------- | ------------- | -------------------- | -------------- | ------------ |  | ----------------- |
| 2011 |                 |               |                      |                |              |  |                   |
| 2012 |                 |               |                      |                |              |  |                   |
| 2013 |                 |               |                      | 116e           |              |  |                   |
| 2014 | opgave          | 95e           |                      |                |              |  | 167e (UWT)        |
| 2015 | 139e            | opgave        |                      |                |              |  | 211e (UWT)        |
| 2016 |                 |               |                      |                | 41e          |  |                   |
| 2017 |                 |               | opgave               | opgave         |              |  |                   |
| 2018 |                 |               |                      |                |              |  |                   |

## Ploegen
- 2010 –  ISD-Neri (stagiair vanaf 1-8)
- 2011 –  Farnese Vini-Neri Sottoli
- 2012 –  Farnese Vini-Selle Italia
- 2013 –  Astana Pro Team
- 2014 –  Astana Pro Team
- 2015 –  Astana Pro Team
- 2016 –  Astana Pro Team
- 2017 –  UAE Team Emirates [a]
- 2018 –  Bardiani CSF
- 2019 –  Bardiani CSF
- 2020 –  Giotti Victoria
- 2021 –  Giotti Victoria - Savini Due

1. ↑  Tot de Ronde van Abu Dhabi heette de ploeg UAE Abu Dhabi, maar na het aantrekken van Emirates als cosponsor werd de naam veranderd.

Agnoli ·
Aru ·
Bazajev ·
Božič ·
Brajkovič ·
Dyaçenko ·
Fuglsang ·
Gasparotto ·
Gavazzi ·
Groezdev ·
Guardini ·
Guarnieri ·
Hryvko ·
Huffman ·
Iglinski · 
Kamışev ·
Kangert ·
Kasjetsjkin ·
Kessiakoff ·
Loetsenko ·
Moeravjov ·
Nibali ·
Ponzi ·
Seeldraeyers · 
Silin · 
Tiralongo · 
Tlewbajev ·
Vanotti ·
Zejts
Agnoli · Aru · Božič · Brajkovič · Dyaçenko · Fominykh · Fuglsang · Gasparotto · Gavazzi · Groezdev · Guardini · Guarnieri · Hryvko · Huffman · V.Iglinski · M.Iglinski · Kamışev · Kangert · Kessiakoff · Landa · Loetsenko · Moeravjov · Nibali · Scarponi · Tiralongo · Tlewbajev · Vanotti · Westra · Zejts · Ayazbajev (stagiair) · Davïdenok (stagiair) · Qojatajev (stagiair)
Agnoli · Aru · Ayazbajev · Boom · Božič · Cataldo · De Vreese · Dyaçenko · Fominykh · Fuglsang · Groezdev · Guardini · Hryvko · Kamışev · Kangert · Landa · Loetsenko · López · Malacarne · Nibali · Qojatajev · Rosa · Sánchez · Scarponi · Taaramäe · Tiralongo · Tlewbajev · Vanotti · Westra · Zejts
Agnoli · Aru · Ayazbajev · Boom · Capecchi · Cataldo · De Vreese · Fominykh · Fuglsang · Groezdev · Guardini · Hryvko · Kamışev · Kangert · Loetsenko · López · Malacarne · Nibali · Ömirzaqov · Qojatajev · Rosa · Sánchez · Scarponi · Smukulis · Tiralongo · Tlewbajev · Vanotti · Westra · Zacharov · Zejts · Bïjigitov (stagiair) · Koelimbetov (stagiair)
Aït el Abdia · Atapuma · Bono · Consonni · Conti · Costa · Đurasek · Ferrari · Ganna · Guardini · Kump · Laengen · Marcato · Meintjes · Mirza · Modolo · Mohorič · Mori · Niemiec · Petilli · Polanc · Ravasi · Swift · Troia  · Ulissi · Zurlo · Lizde (stagiair) · Raboesjenka (stagiair) · Romano (stagiair)
Albanese · Andreetta · Barbin · Bresciani · Carboni · Ciccone · Guardini · Maestri · Maronese · Orsini · Rota · Savini · Senni · Simion · Sterbini · Tonelli · Wackermann
Albanese · Barbin · Bresciani · Carboni · Covili · Guardini · Maestri · Maronese · Orsini · Pessot · Romano · Rota · Savini · Senni · Simion · Tonelli · Wackermann